# Donato Bramante
Donato Bramante, født ca. 1444 i Monte Asdrualdo ved Urbino, død 11. marts 1514 i Rom, var en italiensk arkitekt. Han var en af renæssancens betydeligste arkitekter. 
Han tegnede den første grundplan til Peterskirken, som blev påbegyndt i 1506. Grundplanen var kendetegnet ved at have en fuldendt geometrisk form bestående af cirkler og kvadrater.
Bramante er desuden kendt for at have tegnet den lille antikinspirerede rundbygning Il Tempietto (”Det lille tempel”) ved kirken San Pietro in Montorio i Rom (opført i 1502).